# أماتيراسو

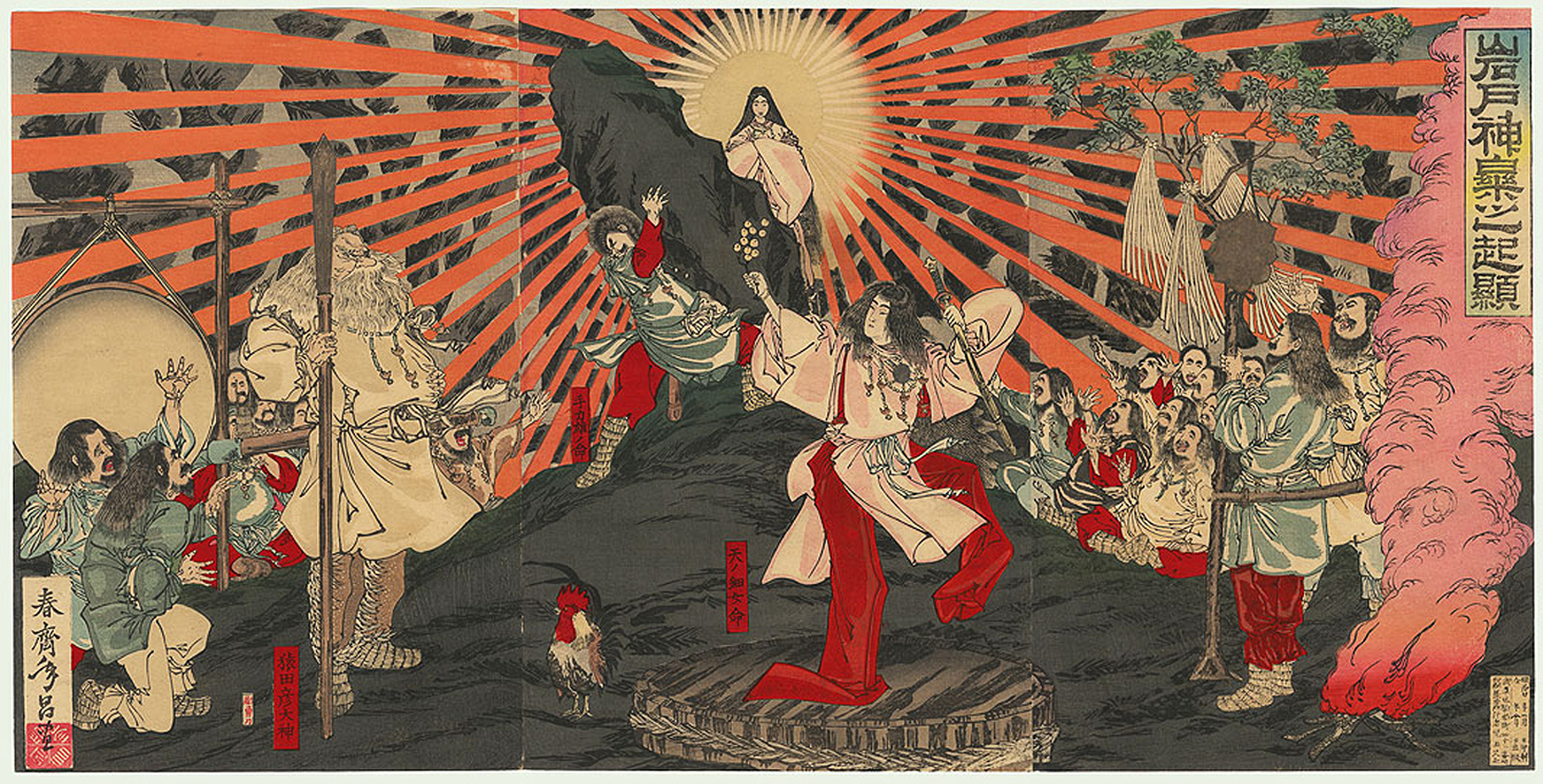
أماتيراسو أو مي كامي": روشم من فترة إيدو للفنان الياباني أوتاغاوا كونيسادا ع (1786—1864 م)

أماتيراسو (بالـيابانية: 天照) أو أماتيراسو أو مي كامي (天照大神) أيضا، هي آلهة (أو كامي) الشمس حسب العقيدة الشنتوية في اليابان. يروي كتاب الـ«كوجيكي» (وقائع الأحداث القديمة) قصتها وكيف خرجت من العين اليسرى لـ«إيزاناغي» (أحد الإلهين اللذين خلقا جزر اليابان وبحارها). وحسب هذه الأساطير فإن لها الفضل في إدخال زراعة الأرز[ ؟ ] والقمح وتربية دودة الحرير.
أثناء «فترة مييجي» وحتى الآن الرواية الرسمية تقول إنَّ الإمبراطور -وجميع أباطرة اليابان- ينحدرون من صلب آلهة الشمس أماتيراسو.